# Нестеров, Евпл Александрович
Евпл Александрович Нестеров (4 ноября 1887 — ?) — российский военный лётчик, капитан Российской императорской армии, участник Первой мировой войны. Кавалер ордена Святого Георгия 4-й степени (1917) и Георгиевского оружия (1915).

## Биография
Евпл Нестеров родился 4 ноября 1887 года в Казанской губернии в семье потомственных дворян. Его отец, также был военным и окончил службу в чине полковника. В 1905 году Нестеров окончил 2-й кадетский корпус.
После чего с 1905 по 1908 годы проходил обучение в Константиновском артиллерийском училище, из которого был выпущен 15 июня 1908 года в лейб-гвардии 1-ю артиллерийскую бригаду и был произведён в чин подпоручика. 6 декабря 1911 года был приведён в поручики. 
В 1913 году стал военным лётчиком. В том же году окончил Теоретические курсы авиации им. В. В. Захарова при Санкт-Петербургском политехническом институте. 
В 1914 году был назначен младшим офицером в 1-й Особый казачий авиационный отряд. 30 июля 1915 года был произведён в штабс-капитаны, а 28 декабря в капитаны. В 1917 году занимал должность старшего офицера 1-й батареи гвардии 1-й артиллерийской бригады, затем занимал пост командующего этой батареей.

## Награды
Евпл Александрович Нестеров был пожалован следующими наградами:
- Орден Святого Георгия 4-й степени (Приказ по 11-й армии № 676 от 25 сентября 1917) 
— «за то, что в бою 8-го июня 1917 г. будучи выдвинут на позиции у д. Хородище южнее Козлува при прорыве противником участка 7-й пехотной дивизии, расстреливал в упор до последнего патрона наступающую пехоту противника и, жертвуя собою, под сильнейшим пулеметным и ружейным огнем немцев дал время отойти 37-му пехотному Екатеринбургскому полку»;
- Георгиевское оружие (Высочайший приказ от 3 января 1915)
— «за производство воздушной разведки расположения противника 28-го августа 1914 г. под его ружейным огнем; полученные данные о противнике повлияли на успешный ход действий отряда»
- Орден Святого Владимира 4-й степени с мечами и бантом (Высочайший приказ от 31 января 1915);
- Орден Святой Анны 2-й степени с мечами (Высочайший приказ от 6 марта 1915);
- Орден Святой Анны 3-й степени с мечами и бантом (Высочайший приказ от 31 января 1915);
- Орден Святого Станислава 2-й степени с мечами (Высочайший приказ от 31 января 1915);
- Орден Святого Станислава 3-й степени (Высочайший приказ от 17 декабря 1913).